# 三相交通理论
三相交通理论，是玻里斯·柯納在1996至2002年间提出的一种交通流理论 。它着重研究如何解释高速公路上交通拥堵转捩的物理原理以及拥堵交通流的性质。不同于经典的基于基本图的交通流理论将交通流划分为自由流和拥堵流两相的做法，柯納将拥堵流进一步划分为同步流和宽运动堵塞两相，从而得到以下的三相：
1. 自由流（Free flow, F）
2. 同步流（Synchronized flow, S）
3. 宽运动堵塞（Wide moving jam, J）

这里「相」定义为某种时空状态。

## 自由流（F）

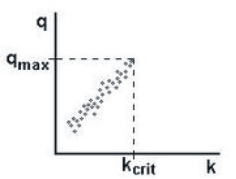
图1 实测的自由流中交通流流量和车辆密度的关系

实测数据显示，在自由流中交通流量 q （车辆数/时间单位）和车辆密度 k （车辆数/长度单位）存在正相关性。这一关系的上边界，也即最大流量，在临界密度 {\displaystyle k_{crit}}处取得。参见图1.

## 拥堵交通流

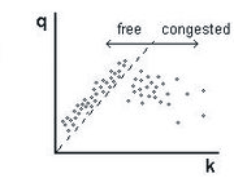
图2 实测的自由流和拥堵流中交通流流量和车辆密度的关系

在拥堵交通流中，车辆速度比在自由流中能达到的最低车速{\displaystyle v_{free}^{min}}还要低。通常{\displaystyle v_{free}^{min}}可以通过最大流量和临界密度求得{\displaystyle v_{free}^{min}={\frac {q_{max}}{k_{crit}}}}，在{\displaystyle k-q}图中，{\displaystyle v_{free}^{min}}是从原点出发，通过({\displaystyle q_{max}}, {\displaystyle k_{crit})} 这条直线的斜率(图2虚线所示)。该线将流量－密度图上的实测数据点分为两个部分：位于左侧的自由流数据点和位于右侧的拥堵流数据点。

## 拥堵流中宽运动堵塞相 J 和同步流相 S 的定义
柯納根据常见的实际交通流时空特征对拥堵流中宽运动堵塞相 J 和同步流相 S进行了如下定义：
宽运动堵塞相 J 的定义：一个宽运动堵塞通过一个高速公路瓶颈时，其下游分界面（downstream front）向上游的平均传播速度{\displaystyle v_{g}}保持不变。车辆加速通过堵塞下游分界面驶离堵塞，进入自由流或同步流状态。这就是宽运动阻塞的本质特征。
同步流相 S 的定义：在同步流下游分界面，车辆加速进入自由流状态。同步流的下游分界面不再呈现宽运动堵塞下游分界面的特性，其传播速度并不是一个常数。且通常情况下同步流的下游分界面固定在瓶颈处不动。
通过车辆平均速度的测量，我们可以这样解释宽运动堵塞相 J 和同步流相 S 的定义。图3(a)中显示了低速拥堵流有着两种时空特征。一种是拥堵流下游分界面的向上游传播的速度几乎为常数，且可以通过瓶颈不受影响；根据上述定义，这种交通流为宽运动阻塞相。另一种是拥堵流下游分界面固定在瓶颈处；根据上述定义，这种交通流为同步流相。

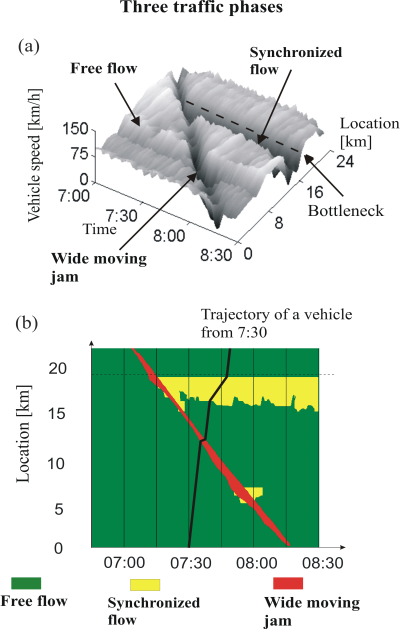
图3 实测得到的交通流速度随时间和空间的变化(a)及其在时空图中的投影(b)

## F → S的相变：交通拥堵转捩
在实测中，拥挤交通往往出现在道路瓶颈处，如入匝道，出匝道，道路工事等。这种自由流至拥挤交通的转变被称为交通拥堵转捩。在柯納的三相交通理论中这种交通拥堵转捩被解释为一个F → S相变。这一解释由已有观测支持，因为在实测交通数据中，当瓶颈处发生交通拥堵转捩后，拥挤交通的下游分界面固定在瓶颈处。因此，交通拥堵转捩后出现的拥挤交通符合“同步流”交通相的定义。
柯納指出，实测数据显示，同步流可自发的在自由流中出现(自发F → S相变)或者由外部扰动诱导出现(诱导的F → S相变)。自发的F → S相变意味着在交通拥堵转捩前，瓶颈上下游皆出于自由流状态，即自发的F → S相变是由于瓶颈附近交通流内在扰动的发展演化而成。与之不同，诱导的F → S相变是由于远离瓶颈处的外在扰动发展演化而成。一般来说，这种相变与向上游传播的同步流或宽运动堵塞相关。图3给出了一个瓶颈附近诱导发生的交通拥堵转捩，而形成同步流的实例：同步流是由于宽运动堵塞向上游传播而形成。
柯納解释F → S相变是由于车辆加速超越前方慢车和车辆减速到前方慢车速度(速度适配,speed adaptation)这两种因素的时空竞争。超车造就自由流，速度适配导致同步流。当车辆无法超车时，将会发生速度适配。柯納指出超车概率是车辆密度的间断函数(图4)：在一个给定的车辆密度，自由流中的超车概率远大于同步流中的超车概率。

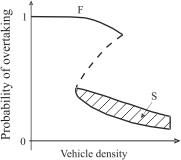
图4 柯納的三相交通理论中，使用Z型非线性超车概率的间断函数解释交通拥堵转捩。虚线表示临界超车概率和交通密度之间的函数关系。

## 道路通行能力的无穷多值性
自发的交通拥堵转捩（例如一个自发的自由流到同步流的相变）可能在流量范围很宽的自由流中发生。根据实测数据，柯納认为，由于自发或者瓶颈诱导的交通拥堵转捩的随机性，道路通行能力有无穷多个值。其大小在最低通行能力 {\displaystyle q_{th}} 到自由流所代表的最大通行能力 {\displaystyle q_{max}} 之间，参见图5。

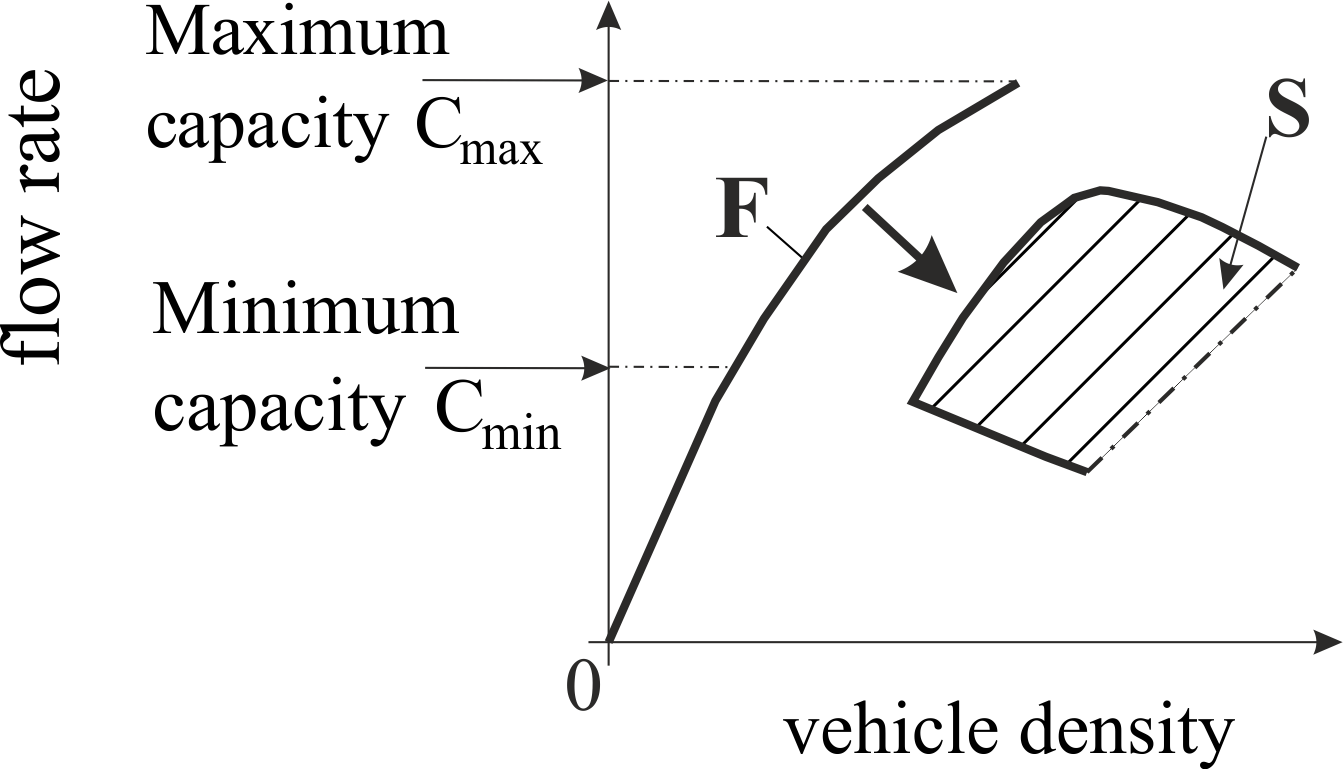
图5 柯納三相交通理论中道路的最大和最小通行能力

在自由流的流量接近最大通行能力{\displaystyle q_{max}}时，只有自由流中的小扰动才能导致在瓶颈处出现自发的自由流向同步流的相变。另一方面，当流量接近最小通行能力{\displaystyle q_{min}}时，只有大的扰动才能导致在瓶颈处出现自发的自由流向同步流的相变。在自由流中出现大扰动的概率要远小于出现小扰动的概率。因此，在瓶颈处的交通流流量越大，出现自发的自由流到同步流相变的概率越大。如果交通流流量小于最小通行能力{\displaystyle q_{th}}，则不会在瓶颈处发生交通拥堵转捩，也即自由流向同步流的相变。
这种道路通行能力的无穷多值性可以通过自由流在流量{\displaystyle q}情况下的亚稳定性来解释。自由流的亚稳定性是指在小扰动下，自由流可以保持稳定（继续为自由流）；但在大的扰动下，可能失稳，发生自由流向同步流的相变。
柯納三相交通理论假定的道路通行能力的无穷多值性和用于交通管理和控制的经典交通理论方法不同；后者假定任何时候只可能存在一个特定的道路通行能力。

## 宽运动阻塞(J)
一个宽运动阻塞之所以被形容为“宽”，是因为沿着交通流的方向，阻塞区域宽度显著超过了阻塞分界面的宽度。在宽运动阻塞中，车辆速度要大大低于自由流中的车辆速度。在宽运动阻塞的下游分界面处，车辆有可能加速到自由流速度。而在宽运动阻塞的上游分界面处，来自自由流或同步流的车辆将减速。根据定义，宽运动阻塞在传播通过其它相或瓶颈时将保持其下游分界面传播的平均速度{\displaystyle v_{g}}。在宽运动阻塞中，交通流量将严重下降。
柯納的实测结果表明，宽运动阻塞的某些特征和交通流流量以及瓶颈属性（例如何时何处产生阻塞）无关。但是这些特征和天气状况，道路状况，车辆技术，长车比例等有关。宽运动阻塞的下游分界面向上游传播的速度{\displaystyle v_{g}}和流出下游分界面的流量{\displaystyle q_{out}}（出流为自由流时）是两个特征参数，参见图6。这表明在类似的条件下，几个宽运动阻塞有着类似的特征。基于此，这两个参数较容易预测。在流量－密度图中，下游分界面的移动可以用一条叫做堵塞J线(Line Jam)的直线表示，其斜率为{\displaystyle v_{g}}，该直线和横轴的交点在最大密度处。

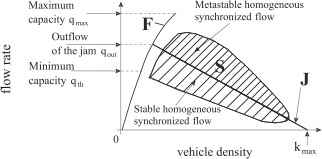
图6 柯納三相交通理论中三种交通相在流量－密度图上的表示

柯納强调，最小通行能力{\displaystyle q_{th}}和流出宽运动阻塞的流量{\displaystyle q_{out}}描述了两种本质不同自由流。最小通行能力{\displaystyle q_{th}}描述的是瓶颈处自由流到同步流的相变，即交通拥堵转捩。而流出宽运动阻塞的流量{\displaystyle q_{out}}描述的是交通阻塞存在的条件，也就阻塞相。在自由流向同步流相变处，根据交通参数（比如天气，长车比例和瓶颈特征等）的不同，{\displaystyle q_{th}}可能比{\displaystyle q_{out}}要大（如图6所示），也可能要小。而靠近运动阻塞下游分界面的窄运动阻塞的增长可能会受到抑制。

## 同步流(S)
和宽运动阻塞不同，在同步流中，交通流流量和车辆速度可能发生显著的变化。同步流的下游分界面通常保持在瓶颈或者道路某处。相对于自由流，处于同步流的车辆速度将显著下降，但交通流量可以大致维持在与自由流相当的水平。
由于同步流没有宽运动阻塞所特有的性质，柯納的三相交通理论假定均匀同步流将在流量－密度平面上占据一个二维区域（参见图6的阴影区域）。

## 同步流到宽运动阻塞的相变
宽运动阻塞不会在自由流中自发产生，但能在同步流中自发产生。这种相变被称为同步流到宽运动阻塞（S→J）的相变。
因此，从自由流产生宽运动阻塞可以被视为一个自由流到同步流再到宽运动阻塞的逐级相变过程(F → S → J)。首先，自由流中的某个区域将转变为同步流。按照上面的解释，这一区域通常位于瓶颈附近。在同步流中，将发生自挤压过程(self-compression)使得车辆密度升高而车辆速度下降。这种自挤压过程被称为挤压效应(pinch effect)。在同步流的挤压区域（pinch region），窄运动阻塞将出现。随着这些窄运动阻塞的增长，宽运动阻塞将形成。柯納指出随着宽运动阻塞发生的频率增加，同步流的密度将增加。宽运动阻塞将向上游传播，甚至跨过同步流区域或瓶颈。
根据柯納的三相交通理论，我们可以对同步流到宽运动阻塞进一步解释。堵塞J线将同步流的均匀状态分为两个部分（图6），其中位于J线以上的为亚稳态，也即有小扰动时，同步流维持稳定，而发生大扰动时，发生同步流到阻塞流的相变；而位于J线以下的为稳态，不会发生同步流到阻塞流的相变。

## 源自S 和J的交通形态
由于F → S 和 S → J 相变，可观测到非常复杂的拥挤形态。下游分界面固定，上游分界面不持续传播的同步流拥挤形态称为局部同步流形态 (localized synchronized flow pattern, LSP)。
同步流形态的上游分界面经常是向上游传播的，如果仅仅上游分界面向上游传播，对应的同步流形态称为扩张的同步流形态(widening synchronized flow pattern, WSP)。WSP的下游分界面固定在瓶颈处，其宽度不断增加。
同步流形态的上下游分界面都可能向上游传播，下游分界面不再固定在瓶颈处。这种形态称为移动的同步流形态(Moving Synchronized Flow Pattern, MSP)。
当WSP或者MSP到达上游瓶颈时，同步流形态和宽运动堵塞的区别变得十分明显：即所谓的捕捉效应(catch effect)。同步流形态将被捕捉固定到瓶颈处，因此产生一个新的拥挤形态。宽运动堵塞不会被捕捉固定，它继续向上游传播。和宽运动堵塞不同，同步流形态，即使是MSP也没有特征传播速度参数，不同MSP的下游分界面传播速度可能显著不同。这些同步流形态和宽运动堵塞的特性都是S和J的相定义的结果。
一个典型的拥挤形态可能包括S和J两个拥挤相。这样的形态称为普遍形态（General Pattern，GP)。
在很多高速公路上，结构瓶颈彼此相距很近。同步流区跨越两个或更多瓶颈的拥挤形态称为扩展形态(expanded pattern, EP)。一个EP可以只包含同步流，称为扩展的同步流形态(expanded synchronized flow pattern, ESP)，但一般情况下同步流中会出现宽运动堵塞。这种情况下EP称为扩展的普遍形态(expanded general pattern， EGP), 见图7。 

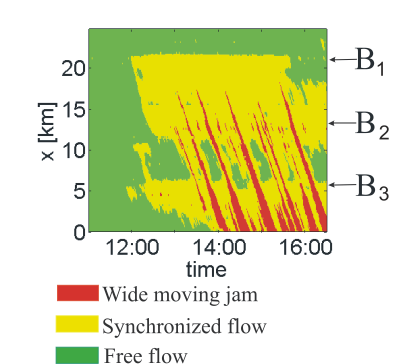
图7 在三个瓶颈B1, B2, B3处测得的EGP

## 三相交通理论在交通工程中的应用
柯納三相交通理论的一个应用是Automatische StauDynamikAnalyse (宽运动阻塞的自动跟踪，ASDA)方法和 Forecasting Of Traffic Objects (交通对象预测,FOTO)系统。ASDA/FOTO作为一个软件工具能快速处理大量交通数据，提高高速公路网络的效率（参见在三个国家应用的情况，图8）。ASDA/FOTO在使用交通实测数据的在线交通管理系统中得到了应用。其中同步流和堵塞的辨识，跟踪和预测均根据柯納的三相交通理论来实现。
三相交通流理论的进一步应用还包括交通仿真模型，匝道控制（ANCONA）算法，集成交通控制，交通辅助和交通状态检测。这些都在柯納的专著中详加论述。

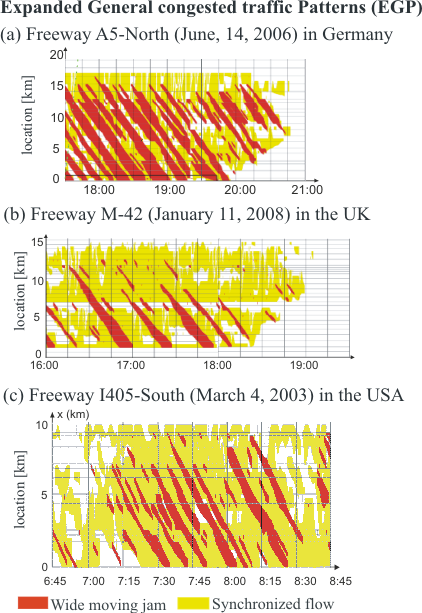
图8 在三个国家的ASDA/FOTO应用中获得的交通流形态实例

## 出版专著
- B.S. Kerner, Introduction to Modern Traffic Flow Theory and Control: The Long Road to Three-Phase Traffic Theory, Springer, Berlin, New York 2009（页面存档备份，存于）
- B.S. Kerner, The Physics of Traffic, Springer, Berlin, New York 2004（页面存档备份，存于）